# František Xaverský
Svatý František Xaverský (Francisco de Jaso y Azpilicueta; 7. dubna 1506 Castillo de Javier – 3. prosince 1552 ostrov Šang-čchuan) byl navarrský katolický kazatel a misionář, spoluzakladatel Tovaryšstva Ježíšova. Je označován za apoštola Dálného východu. František byl prvním katolickým misionářem, který se pokoušel o evangelizaci obyvatel jižní a východní Asie. Byl také zakladatelem jezuitských zámořských misií a prvním misionářem z řad jezuitů.

## Život

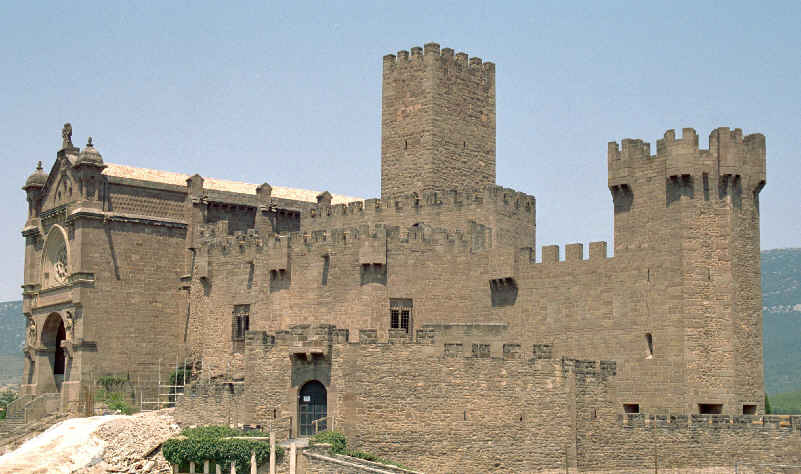
Castillo de Javier, místo narození sv. Františka Xaverského

### Mládí
František se narodil na hradě Castillo de Javier, jako pátý a nejmladší syn významného navarrského šlechtice Juana de Jasso. Jeho jméno je odvozeno od názvu rodného hradu, a má původ v baskickém slově Etxeberri, což znamená „nový hrad”. Baskičtina byla Františkovým rodným jazykem. Františkovo dětství bylo poznamenáno válkou baskické Navarry se Španělskem a Francií o nezávislost, trvající od roku 1512. Chlapcův otec hrál v této válce významnou roli, neboť byl rádcem navarrského krále Jana III.
V téže válce bojoval ve španělské armádě (tedy proti Františkově rodině) jako důstojník Ignác z Loyoly, který zde byl roku 1521 při obléhání Pamplony těžce raněn dělovou koulí.
Když se nakonec Španělsko Navarry zmocnilo, byla to pro Xaveriovu rodinu těžká rána, neboť jí byla roku 1524 zkonfiskována většina majetku. František se posléze rozhodl pro duchovní kariéru. V roce 1525 odešel studovat do Paříže, kde strávil dalších 11 let. Žil v koleji sv. Barbory a studoval filozofii i teologii. Nadaný František zvládal studium velice snadno a také si zde našel životní přátele: Petra Fabera a Juana de Peňa.
V roce 1528 přišel do Paříže studovat také osmatřicetiletý Ignác z Loyoly. Shodou okolností jej vedení koleje ubytovalo na pokoji, kde bydlel František Xaverský s Juanem de Peňou a Petrem Faberem. První vztahy mezi Františkem a Ignácem nebyly právě přátelské. Svou roli sehrál fakt, že Ignác sloužil ve španělské armádě při dobývání Navarry. Ani Ignácova vyhrocená, bigotní zbožnost si nezískala Františkovy sympatie. Nakonec si však dokázali získat vzájemný respekt a posléze se stali přáteli. Poté, co František zažil vnitřní obrácení, Ignác jej spolu s ostatními spolubydlícími získal pro myšlenku vznikajícího Tovaryšstva Ježíšova – řádu jezuitů.

### Počátky jezuitů
První řeholní sliby složil spolu s Ignácem z Loyoly, Petrem Faberem, Šimonem Rodríguezem, Jakubem Laínezem, Alfonsem Salmeronem a Mikulášem Bobadillem v Montmartre 15. srpna 1534. V roce 1536 se všichni vydávají na cestu Lotrinskem, Švýcarskem a Německem do Benátek, odkud chtěli putovat do Jeruzaléma. To však nebylo možné, protože osmanští Turci z důvodu trvající války neumožňovali křesťanským poutníkům přístup do Jeruzaléma. Mezitím se František zřekl slíbeného místa kanovníka v Pamploně a spolu s ostatními začal s misijní činností v Itálii: ošetřovali nemocné, kázali a vyučovali. František působil především v Bologni.
V roce 1538 se František, Ignác a jejich druhové v Římě setkali s papežem Pavlem III., který jim svěřil pomoc při reformě církve. František poté zůstal v Římě jako Ignácův sekretář. V září 1539 papež Pavel III. schválil Konstituce jezuitského řádu. Téhož roku se v Římě u papeže objevil vyslanec španělského krále  Karla V., který žádal misionáře pro Západní Indii. O rok později předložil podobnou prosbu portugalský král Jan III., usilující o misii ve svých asijských koloniích. Z politických důvodů dal papež přednost portugalské žádosti a obrátil se na novou kongregaci. Ignác svolil vyslat dva ze svých bratrů, Simona Rodrígueze a Bobadillu. Bobadilla však onemocněl a tak jej měl nečekaně nahradit František. Když se s jezuity setkal Jan III., chtěl si je ponechat v Portugalsku. Po jednáních se nakonec rozhodlo, že  tam zůstane Rodríguez a František bude pokračovat dál do Indie. Tím se stal prvním jezuitským misionářem v Asii.

### Misie v Asii

#### Indie

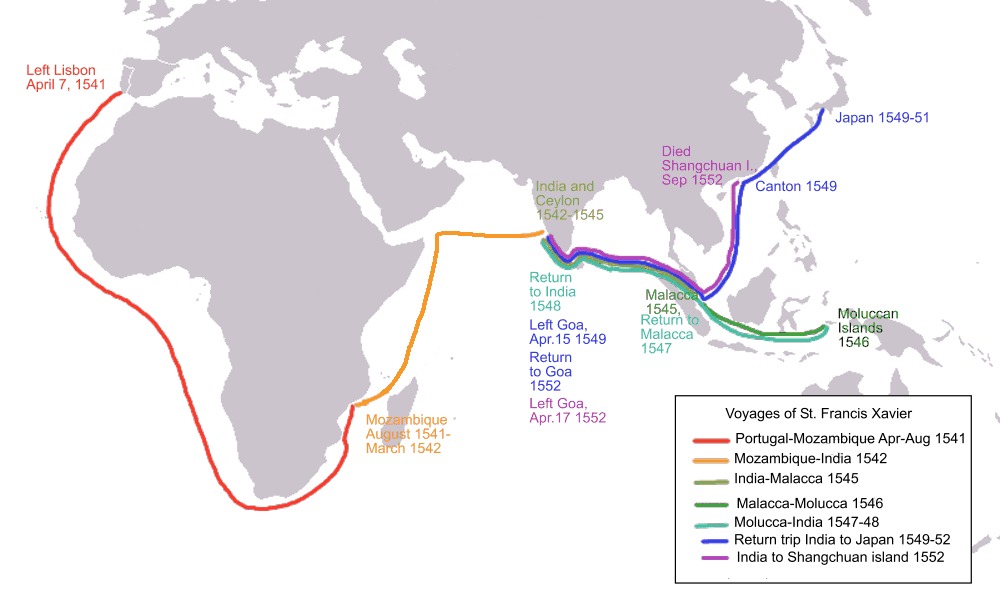
Mapa cest Františka Xaverského

Dne 7. dubna 1541, v den svých 35. narozenin, se František Xaverský v přístavu Belém na předměstí Lisabonu nalodil na loď, která jej měla převézt do Indie. Plavil se s flotou nově jmenovaného indického guvernéra dona Martima Affonsa de Souza přes Mosambik a ostrov Sokotru. Vylodili se v roce 1542 v indickém městě Goa, kde František začal svou misionářskou činnost. Zprvu se soustřeďoval na pastorační a misijní činnost, zahrnující kázání a výuku náboženství, později přejal i organizační úkoly a zasadil se o ochranu práv domorodců proti portugalským kolonistům. Napsal několik kritických dopisů, adresovaných přímo portugalskému králi Janu III., v nichž pranýřoval korupci a brutalitu koloniálních úředníků a vojenských velitelů, která zasévala v Indech nedůvěru a nenávist k bělochům a tím i k evangelizaci. Odsuzoval společenské a rasové předsudky, jejichž důsledkem bylo i zneužívání Indů k otrocké práci. Starosti mu však dělali i místní hinduističtí panovníci, kteří křesťanství příliš nepřáli a nadto podporovali pirátství. V letech 1542–1545 František také putoval po jižní Indii mezi Góou a mysem Kumárí, kde založil na 40 kostelů a celou řadu nových misijních kolonii. Stýkal se s indickými křesťany, patřícími ke starobylé malabarské církvi, jejíž původ se tradičně odvozuje od apoštola Tomáše. František navštívil i Tomášův hrob a své misijní dílo pokládal za následování Tomášova odkazu. Vyvíjel i misijní činnost mezi hinduisty. Evangelizaci byly přístupní spíše příslušníci nízkých kast. Pouštěl se i do teologických diskusí s bráhmany, ovšem bez většího úspěchu.

#### Jihovýchodní Asie a Japonsko
V roce 1545 František odjel do malajské Malakky (poblíž dnešního Singapuru), kde ve své činnosti pokračoval, a o rok později na souostroví Moluky na východě dnešní Indonésie. Zde pobyl dva roky a upřímně se spřátelil s místním sultánem, přestože se jej Františkovi nikdy nepodařilo obrátit na křesťanství. V roce 1548 se František vrátil do jižní Indie. Na zpáteční cestě se v Malace seznámil s mladým Japoncem jménem Andžiró a zatoužil po misijní výpravě do Japonska. Františkova pozice v Indii se postupně zhoršovala, král Jan III. odmítl intervenovat v jeho prospěch, místokrál a jeho úředníci nepodporovali misijní činnost, nebo ji přímo znemožňovaly. Sílily také konflikty mezi Portugalci a Indy, často spojené s pirátstvím. František krále Jana doslova bombardoval dopisy a memorandy, v nichž mu hrozil i duchovními tresty. Vše nadarmo. Misionář se dostal pod politický tlak a stával se pro koloniální úředníky nepohodlným. Tyto ústrky nakonec uspíšily Františkovo rozhodnutí vypravit se do Japonska. Tam připlul na podzim roku 1549. Nejprve působil v Kagošimě na ostrově Kjúšú, kde jej přivítal i místní daimjó se svou rodinou a dovolil mu založit křesťanskou kapli. Poté působil v Jamaguči na ostrově Honšú. Navštívil i Kjóto, ale audience u císaře a šóguna mu umožněna nebyla. Evangelizační činnost mezi Japonci se Františkovi příliš nedařila, pokřtění daimjóa z Bunga bylo jedním z mála úspěchů. Přesto však Japonce a jejich kulturu obdivoval. Jeho listy poskytují cenné svědectví o japonské kultuře v polovině 16. století. Je z nich znát obdiv k samurajské kultuře a jejím ctnostem, jako je věrnost pánovi a střídmost. František si dokonce oblíbil japonskou vegetariánskou kuchyni, o čemž sám psal ve svých dopisech. Tento obdiv se však netýkal buddhistických mnichů, které pokládal za pokrytce. Přesto se nakonec spřátelil s jedním zenovým mnichem jménem Nendžicu.

#### Závěr života

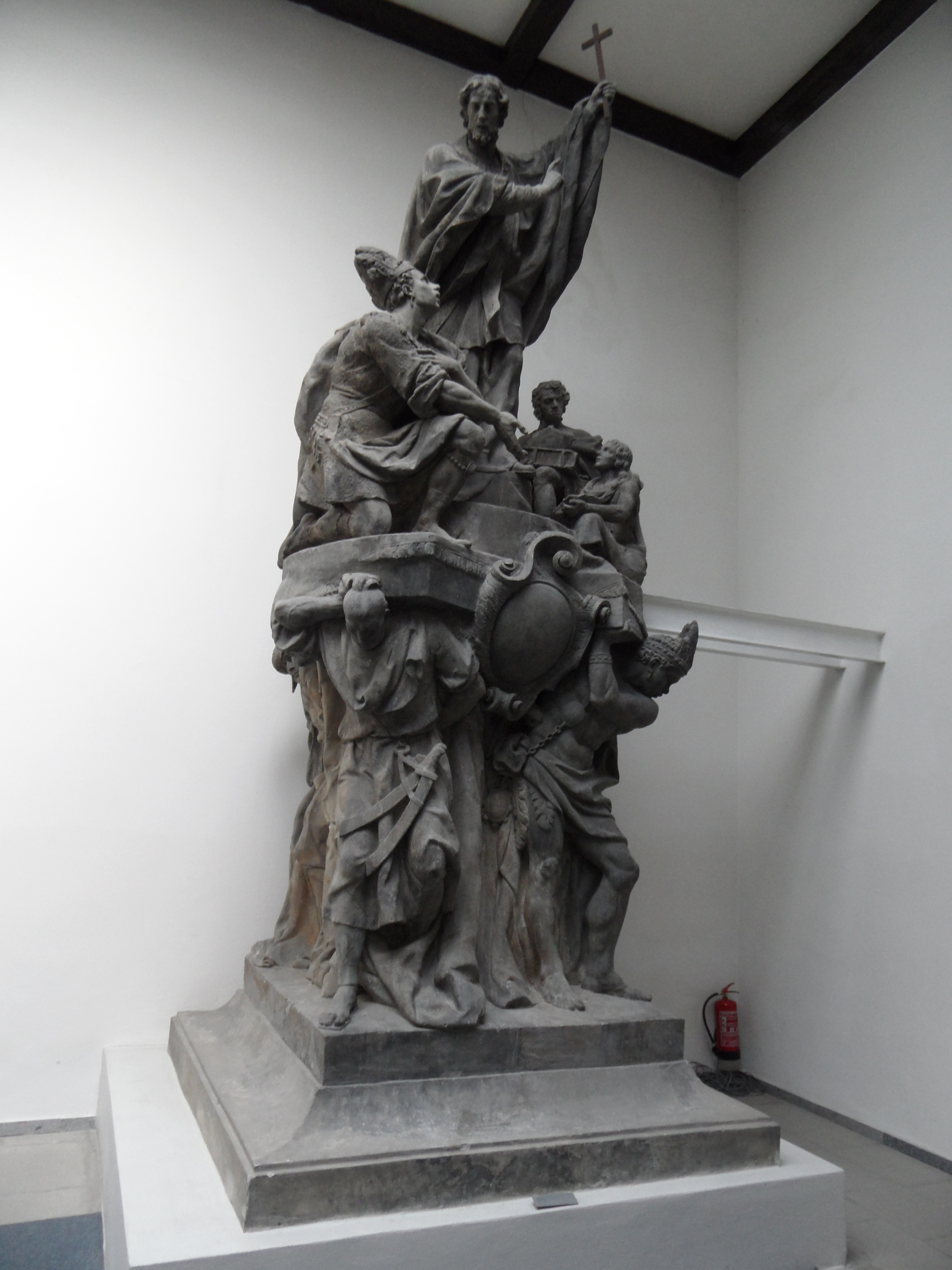
Sv. František Xaverský křtí pohany, originál sousoší F.M. Brokoffa (1714) z Karlova mostu, Lapidárium Národního muzea

V roce 1551 František odplul zpět do Indie. Tam se jeho postavení v důsledku intrik koloniálních úředníků stále zhoršovalo. Docházelo i k nesvárům mezi samotnými jezuity. Poměry uvnitř řádu František ještě dokázal zkonsolidovat, ale přehmaty úřadů neustávaly. Zklamaný misionář se proto v následujícím roce rozhodl k návratu na Dálný východ. Chtěl se vrátit do Japonska a navštívit rovněž Čínu. Výprava byla zamýšlena jako misijní i diplomatická, vedle Františka se jí účastnil i portugalský vyslanec Diego Perreira. Emisaři byli vybaveni vojenským doprovodem, malou flotou, pověřovacími listy pro čínského císaře a oficiálními dary. Stalo se však něco nepochopitelného, zkorumpovaný guvernér Malaky Alvaro da Gama (syn mořeplavce Vasca da Gama), výpravu zadržel v Malace a zkonfiskoval dary, určené pro čínský císařský dvůr. Perreira byl zatčen a jeho lodě musely zůstat v malackém přístavu. Guvernérův bratr Pedro Františkovi zaplatil nevelkou finanční částku, která nicméně stačila na uhrazení dopravy k pobřeží Číny. František se tedy do Číny vydal na vlastní pěst. Cizí lodě se v tomto období nesměly přiblížit k čínskému pobřeží, mohly kotvit pouze v neutrální zóně u pobřeží ostrova Šang-čchuan poblíž Kantonu. Tam také skončila Františkova cesta. Na ostrově se František snažil zajistit průvodce a přepravu na pobřeží, což se ukázalo jako neřešitelný problém. Vstup evropských návštěvníků nebyl pro čínskou dynastii Ming žádoucí. Nakonec mu byla cesta na pobřeží umožněna, ovšem za cenu neúměrných úplatků. František na ostrově vážně onemocněl, zřejmě malárií. Nevyužil však poslední možnosti opustit ostrov s odplouvajícími portugalskými loděmi. Záchvaty malárie byly stále prudší, po dvanácti dnech utrpení, 3. prosince 1552 František zemřel ve společnosti pokřtěného Číňana jménem Antonio a indického křesťana Kryštofa.

### Posmrtné osudy

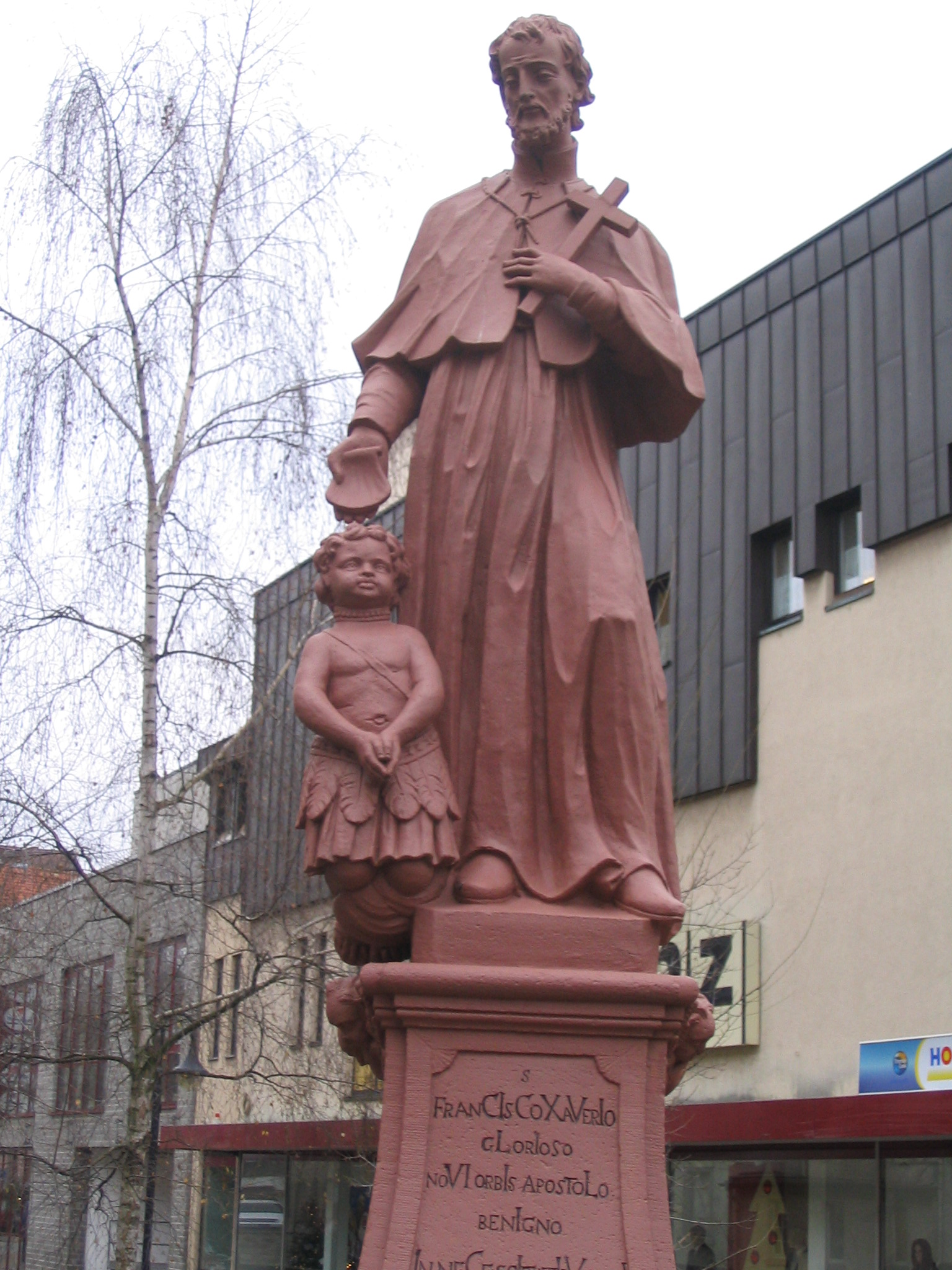
František Xaverský drží kříž a křestní mušli, s níž křtí dítě; sousoší na Mittelbrücke v Bensheimu

Byl provizorně pohřben na ostrově Šang-čchuan, ale již v únoru 1553 bylo jeho tělo exhumováno a převezeno do Indie (kam dorazilo v roce 1554), kde bylo slavnostně přivítáno. Nakonec bylo uloženo v indickém městě Goa v koleji sv. Pavla, později přeneseno do chrámu Bom Jesu v témže městě. Roku 1615 byla jeho pravá ruka převezena do Říma je relikvií v kostele Il Gesú. Dne 12. března 1622 papež Řehoř XV. Františka Xaverského a Ignáce z Loyoly svatořečil. Roku 1927 byl ustanoven papežem Piem XI. patronem zámořských misií. Jeho památka se v římskokatolické církvi připomíná jako obvykle v den jeho smrti, 3. prosince.

### Úcta
František Xaverský byl jedním ze zakladatelů zámořských katolických misií raného novověku. Bývá pokládán za jednoho z nejvýznamnějších a nejúspěšnějších misionářů tohoto období, měřeno jak počtem získaných konvertitů, tak i rozsahem a kvalitou evangelizační a pastorační činnosti. Někdy je považován za jednoho z nejvýznamnějších katolických misionářů všech dob. Byl člověkem vysokého morálního kreditu, o čemž svědčí vedle jeho duchovní činnosti i činnost politická, zaměřená na ochranu domorodců před koloniální zvůlí. V tomto směru se Františkova činnost v Asii podobala působení jeho staršího současníka Bartolomé de las Casas v Latinské Americe. Jeho svátek se slaví ve výroční den jeho smrti, tj. 3. prosince. Je patronem misionářů, východních misií, námořníků, katolického tisku, Indie a jeden z patronů řádu jezuitů.

### Chrámy
- Sarkofág s ostatky sv. Františka Xaverského je vystaven v Bazilice Dobrého Ježíše (Basílica Bom Jesus) v indickém státě Velha Goa, kam bylo tělo přeneseno již dva roky po světcově smrti. Každých deset let se konají poutní slavnosti (naposledy roku 2014).
- Další kostely sv. Františka Xaverského jsou zejména v jeho rodném Španělsku, v Portrugalsku a v Itálii, zpravidla založené jezuitským řádem. V ostatních zemích mu bývají zasvěceny oltáře.

## Ikonografie
Nejstarší vzorové vyobrazení -malba i socha - jsou v jezuitském chrámu Il Gesú v Římě. Svatý František bývá zobrazován s charakteristickou a přesnou  fyziognomií muže středního věku, se zastřiženým plnovousem, oděn v liturgickém oděvu jezuity, v kasuli a rochetě, se štólou kolem krku a na hlavě mívá kvadrátek. Často je zobrazen při křtu pohanů, z mušle nebo z misky se svěcenou vodou křtí klečící dítě (například v Barchově nebo v Rychnově nad Kněžnou), nebo i dospělého Černocha, Inda, Maura či Japonce. V reprezentačním vyobrazení  (tzv. Vera Effigies) František stojí, opět v oděvu kněze, v ruce pozdvihuje drobný misijní kříž, někdy drží planoucí srdce, z něhož může vyrůstat krucifix.. 
K nejvýznamnějším zemím uctívajícím Františka Xaverského, patřily vedle Španělska, Portugalska, Německa a indického Velha Goa také české země, kde se vyobrazení Františka Xaverského objevuje  na freskách v interiérech řádových kolejí i na oltářích, například v Březnici, v Chomutově a v největším rozsahu v pražském Klementinu, kde život a zázraky sv. Františka Xaverského  popsal anonymní autor v ilustrovaném spisu vydaném a vytištěném v Klementinu roku 1677 a na chodbě druhého patra  Canisia je ve dvou desítkách scén vymaloval řádový malíř Heřman Schmidt . 
Smrt svatého Xaveria na improvizovaném lůžku na břehu oceánu bývá také často námětem oltářních obrazů v jezuitských chrámech. Ze římského vzoru obrazu od Carla Maratty jsou odvozeny kompozice v kostele sv. Ignáce na Karlově náměstí a u sv. Mikuláše na Malé Straně, k němuž se vztahuje romanetto Jakuba Arbesa. 
Socha sv. Františka bývá na oltáři ve dvojici se sochou sv. Ignáce z Loyoly, nebo i ve čtveřici zakladatelů řádu jezuitů. Největším českým sousoším sv. Františka Xaverského při křtu pohanů je dílo F.M. Brokoffa z Karlova mostu, originál z roku 1714 byl roku 1892 přenesen do Lapidária Národního muzea.  Na morových sloupech bývá  František Xaverský zastoupen jako patron proti moru, často ve dvojici se svatým Šebestiánem nebo v trojici i se svatým Rochem. Najdeme ho na statuích v  Praze, Písku, Chomutově, Jindřichově Hradci, Duchcově  i jinde.